# Sebastián Abreu
Artikeln följer den spanska namnseden; faderns efternamn är Abreu och moderns efternamn Gallo.
Washington Sebastián Abreu Gallo även kallad "El Loco", född 17 oktober 1976 i Minas, Uruguay, är en uruguayansk fotbollsspelare. Han debuterade i det uruguayanska landslaget 1996 och har bland annat deltagit i två världsmästerskap och tre Copa América.
Han blev känd som El Loco (sv: galningen) efter att i Copa América 2007 chippade in sin straff för Uruguay vid ställningen 4–3 mot Brasilien i semifinalen. Brasilien vann den matchen efter ytterligare 2 straffomgångar.

## Landslagskarriär
Abreu debuterade i landslaget den 17 juli 1996 i en oavgjord vänskapsmatch mot Kina. Abreu har representerat Uruguay i VM 2002 och 2010, samt Copa América 1997, 2007 och 2011.

### VM 2010
Under VM 2010 användes Abreu främst som inhoppare med lite speltid i tre matcher då förbundskaptenen Tabárez använde sig av trion Forlán–Suárez–Cavani i anfallet som förstaval. I kvartsfinalen mot Ghana upprepade Abreu det som han gjorde mot Brasilien 3 år tidigare. Abreu hoppade in i matchen efter 76 minuters spel som slutade 1–1 efter ordinarie tid med förlängning. Ett straffavgörande fick avgöra vilket lag som skulle ta sig till semifinal. Vardera lag skulle lägga fem straffar och ställningen var 3–2 till Uruguay efter 8 straffar. Abreu la Uruguays sista straff och chippade in den mitt i mål (sk Panenka-straff) som avgjorde matchen.

## Meriter
Klubb
 San Lorenzo
- Primera División de Argentina: 2001 Clausura

 Nacional
- Primera División de Uruguay: 2001 Clausura, 2003 Apertura, 2004 Apertura, 2005 Uruguayo

 River Plate
- Primera División de Argentina: 2008 Clausura

 Botafogo
- Campeonato Carioca: 2010

Landslag
- Copa América: 2011